# Delfim da Câmara

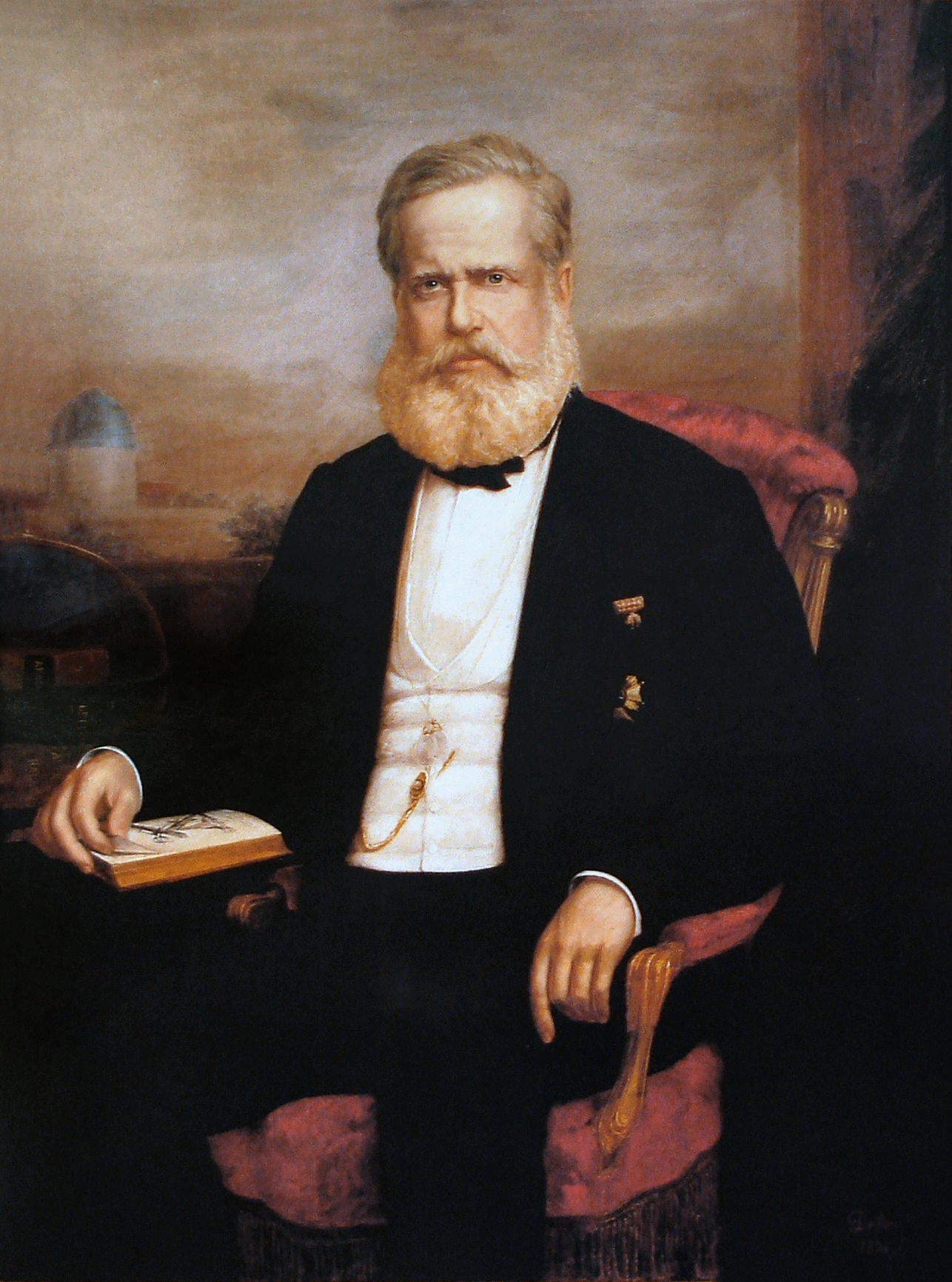
Retrato de D. Pedro II, 1875, Museo Histórico Nacional.

Delfim Joaquim Maria Martins da Câmara (Magé, 1834 — ?, c. 1916) fue un pintor brasileño.

## Biografía

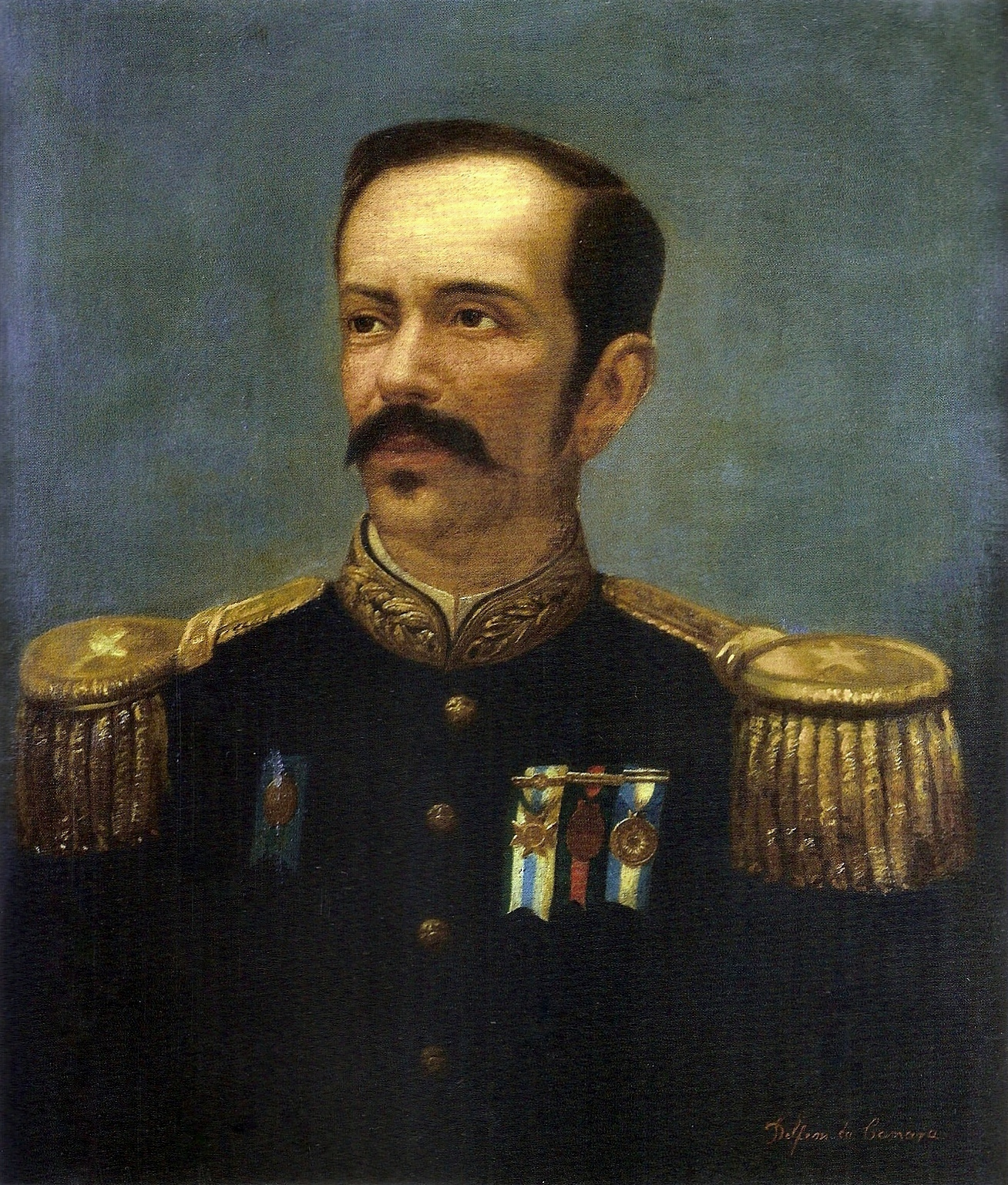
Retrato del mariscal Floriano Peixoto, c. 1890.

Con 14 años se matriculó en la Academia Imperial de Bellas Artes, siendo alumno de Manuel Joaquim de Melo Corte Real, Costa Miranda y Corrêa Lima, dando muestras de maestría desde muy temprano. Obtuvo varios premios durante su etapa escolar, como la gran medalla de oro en pintura histórica de 1850, aunque no obtuvo el premio del viaje, quedando por detrás de Victor Meirelles. Un segundo premio frustrado fue el de 1857, momento en el que dejó la Academia y pasó a estudiar por cuenta propia.
Aparentemente frustrado en sus ambiciones como artista, se trasladó a Porto Alegre poco antes de la Guerra de Paraguay, produciendo escasa pintura y algunos trabajos en escenografía y grabados. Cuando estalló el conflicto se alistó como voluntario en el ejército de la provincia. Solo volvería a la capital en 1870, ya como capitán, pero cuatro años después volverá a Río de Janeiro, cercano ya el fin de la Corte imperial. En esa ciudad mantuvo un taller en la calle Asambleia, 82, dedicándose principalmente al retrato.
Durante su estancia en el sur se mantuvo de su oficio como pintor, aunque haya relativa oscuridad sobre esta etapa. Solo llamó la atención cuando realizó el retrato del vizconde de Pelotas, y a partir de ahí pasó a ser muy conocido. Vivía en un apartamento modesto en la calle Nueva, siendo descrito como una figura alta y erguida, poco expansiva y de extrema modestia. Su talento fue muy elogiado por Gonzaga Duque.
Fue profesor de dibujo en el Liceo de Artes y Oficios, en la Escuela Politécnica, en la Academia Imperial de Bellas Artes y enseñó también en el Colegio Pedro II.
Murió totalmente olvidado, probablemente en Río de Janeiro, en fecha desconocida, aunque se estima que fue 1916.